# Pajama Sam 2: Doe Niet Onder Voor Bliksem En Donder
Pajama Sam 2: Doe Niet Onder Voor Bliksem En Donder is een computerspel gericht op kinderen jonger dan 10 jaar. Het spel is ontwikkeld door Humongous Entertainment en kwam op 2 oktober 1998 uit voor Windows en de Macintosh. Het spel werd op 3 april 2014 uitgegeven voor Android onder de titel Pajama Sam: Thunder and Lightning. Het is het tweede spel in de Pajama Sam-franchise.

## Verhaal
Tijdens een storm reist Pajama Sam via zijn zolderkamer naar Wereld Wijd Weer, een bedrijf dat het weer op aarde regelt. Nadat hij in aanraking kwam met Bliksem en Donder veroorzaakt Sam per ongelijk een grote storing en ontregelt daardoor de weermachines, waardoor het weer op aarde op tilt slaat. Hij wordt belast met het terugbrengen van enkele belangrijke onderdelen voordat Moeder Natuur op bezoek komt. Als zijdoel liggen er in de weerfabriek 20 puzzelstukjes verstopt.

## Reacties
Pajama Sam 2 onderving grotendeels lovende kritiek, al merkte enkele critici op dat het spel minder goed is dan Humongous eerste. GameRankings gaf het spel 90% en IGN een 8.1/10.